# 漢源県
漢源県（かんげん-けん）は中華人民共和国四川省雅安市に位置する県。瀑布溝水力発電所がある。

## 地理
長江水系へと流れる大渡河が流れている。

## 行政区画
- 鎮:富林鎮、九襄鎮、烏斯河鎮、宜東鎮、富荘鎮、清渓鎮、大樹鎮、皇木鎮、唐家鎮、富泉鎮、安楽鎮、前域鎮
- 郷:富郷郷、馬烈郷、河南郷、曬経郷
- 民族郷:小堡チベット族イ族郷、片馬イ族郷、坭美イ族郷、永利イ族郷、順河イ族郷

## 交通
鉄道
- 中国鉄路総公司
  - 中国鉄路成都局集団公司
    - 成昆線（成都方面）- 長河壩駅（中国語版） - 漢源駅（中国語版） -（昆明方面）

道路
高速道路
- 成雅高速道路（中国語版）（ 京昆高速道路と 成都経済区環状高速道路（中国語版）（成都第三環状高速公路）を兼ねている）

国道
- G108国道

省道
- 306省道

県道
- 143号県道

## 健康・医療・衛生
- 漢源県人民医院
- 漢源県婦幼保健院